# Asclepeion de Corinto
El Asclepieion (en griego antiguo: Ἀσκληπιεῖον, romanizado: Asklēpieīon) fue un  templo griego dedicado al dios de la medicina Asclepio y santuario asociado en Corinto, Grecia. Sus ruinas se encuentran en la zona de la Antigua Corinto, en la actual Archaía Kórinthos pueblo del municipio de Corinto.
Estaba situado en la parte norte de la ciudad de Corinto, a unos 700 metros al norte del ágora y a unos 450 metros al norte del Templo de Apolo. El lugar era la ubicación de un manantial de agua conocido como la fuente de Lerna, y el santuario probablemente se situó deliberadamente un poco más lejos del centro de la ciudad, en un lugar considerado saludable. La zona del santuario incluía un templo y un sanatorio. Durante la época arcaica, en este lugar se encontraba un santuario al aire libre dedicado a Apolo. Hacia el 400 a. C., parte del mismo se dedicó a Asclepio, considerado su hijo, a quien se transfirió el atributo de dios sanador de Apolo. Hacia el 300 a. C., a más tardar, se construyó en el lugar un templo dedicado a Asclepio y posiblemente también a Higía. El santuario y el sanatorio probablemente dejaron de funcionar cuando el Imperio romano destruyó la ciudad en el 146 a. C., pero más tarde fue restaurado en la época romana.
El templo era de estilo dórico, con un naos y cuatro columnas en la fachada. Estaba situado en el centro de un patio santuario, rodeado por una estoa y otras salas con columnas. En el lado este del templo había un altar y un tesoro, y en el oeste un ábaton donde dormían los pacientes. También había dos fosas rectangulares cerca del templo, posiblemente utilizadas para guardar las serpientes sagradas de Asclepio. Una escalera descendía desde el santuario hasta la fuente de Lerna, en su lado oeste. A ella se unía otro patio columnado con cisternas y depósitos de agua. También había instalaciones de baño, comedor y descanso para los pacientes. El agua del manantial se utilizaba para la curación. En el yacimiento se ha encontrado un gran número de ofrendas votivas de cerámica que representan partes del cuerpo humano, entregados por curanderos o por aquellos que deseaban ser curados.
Justo al sur del Asclepeion se encontraban en época romana el gimnasio y el circo.  En torno al 400 y 500 d. C., el santuario se utilizó como cementerio cristiano. El edificio se convirtió en una pequeña capilla.